# 何耀珊
何耀珊（英語：Sun Ho，1972年6月2日—），新加坡籍，现为流行音乐歌手。新加坡城市丰收教会和公益机构创办人之一。已婚。丈夫是新加坡城市丰收教会主任牧师兼创办人，康希牧师。育有一个孩子。因为成长过程艰辛，何耀珊立志要帮助那些和她一样在忧郁症当中挣扎的朋友，因此她在1996-2001年间，从事辅导工作。2002年，何耀珊开始从事音乐工作，之后便与许多知名制作人合作，如怀克里夫金（Wyclef Jean）、戴安·华伦、The Underdogs、大卫·沃尔特·福斯特、卡洛·拜尔·莎格等人。

## 事业生涯

### 歌唱事业
2002-2007年，何耀珊在亞洲發行了五張華語專輯，都在亞洲締造銷售佳績，多張專輯榮獲銷售雙白金甚至三白金唱片。在这五年的时间内，何耀珊与许多知名作曲人合作，如马毓芬、馬兆駿、F.I.R.飛兒樂團、牛奶、深白色、李伟菘、陈奂仁等人。其中《孤单旅行》专辑更是登上九个排行榜冠军。在孤单旅行之后发行的专辑《收获》，在2006年也登上十个音乐排行榜冠军。2007年何耀珊发行《拥抱》，更是登上十一个排行榜冠军。另外何耀珊所发行的华语单曲 《起点》也成为新加坡电视节目「转捩点」主题曲，由何耀珊所主持的「转捩点」是根据真人真事改编。
2003-2006年，何耀珊推出了五首英文单曲，都在美国告示排行榜以及英国伦敦Music Week排行榜登上冠军，让她成为亚洲第一位成功登上舞曲榜冠军的华人歌手。
2003年，何耀珊推出第一首英文单曲"Where Did Love Go"，由大卫福斯特、彼得罗福森（Peter Rafelson）制作，登上2003年12月美国告示排行榜热门点播舞曲「突出」单曲榜冠军。接下来的三首单曲"OneWith You"、"Without Love" 以及 "Gone"也都登上美国告示排行榜舞曲榜冠军。另外何耀珊的单曲"Ends Of The Earth"以及上述三首单曲， 也都登上英国MusicWeek排行榜冠军。自从2003开始，何耀珊在美国也开始和许多知名音乐人合作，如吉米哈瑞（Jimmy Harry）、戴安华伦、汤尼马兰（Tony Moran）、克里斯克（Chris Cox）、艾瑞克库柏（Eric Kupper）、杰森那文斯（Jason Nevins）、摩托布朗科（Moto Blanco）、the Underdogs等。
何耀珊在2003年成为第一位受邀参加好莱坞电影节的亚洲歌手；2004年， 何耀珊更是受邀参加第46届葛莱美奖颁奖典礼， 并在美国舞蹈之星音乐大奖当中担任颁奖人，都是其他亚洲歌手前所未有的。2007年何耀珊参加了欧洲MTV音乐大奖，也是第一位参加此颁奖典礼的亚洲艺人。
2007年，何耀珊与知名制作人、创作人怀克怀克里夫金合作，共同创作“China Wine”，并一同出现在音乐录影带中。“China Wine”音乐录影带由伟恩伊沙（Wayne Isham）执导，片中演员除何耀珊之外，还有汤尼麦宏（Tony Matterhorn）、Elephant Man以及怀克里夫金。怀克里夫金在何耀珊预计在2009年发行的美国英文专辑中，与何耀珊共同创作了许多歌曲，也担任制作人。2008年，何耀珊更是受怀克里夫邀请，担任他美国及加拿大巡回演唱嘉宾，并在怀克里夫金与保罗席门(Paul Simon)所合唱的最新单曲“Fast Car”音乐录影带中客串演出。何耀珊在SonyBMG欧洲音乐大奖会后庆祝活动中，与怀克里夫金共同演唱 Chinawine。
美国音乐创作人戴安华伦，在何耀珊华语专辑《拥抱》中为她写了一首歌 “因为有你”。
何耀珊也和美国乐坛传奇人物奥莉维亚纽顿强（Olivia Newton-John）合作，在奥莉维亚即将发行的公益专辑 “充满希望与鼓励的歌曲：奥莉维雅与她的朋友（Songs of Hope and Inspiration: Olivia and Friends）” 中和奥莉维亚合唱“Isn’t It Amazing”，由艾每史凯(Amy Sky)制作。
为了北京2008奥运，何耀珊和知名创作人大卫福斯特以及卡洛拜尔莎格合作，创作了“The Light”。
2008年5月欧洲最大、最精彩的爱滋病慈善晚会，第十六届Life Ball在维也纳举行，而何耀珊受到大会邀请，在晚会中进行耀珊为了演出，请来大师级的纽约服装造型师公司The Blonds（曾为玛丹娜打理造型）来为她做整体造型。

### 人道工作
何耀珊拥有心理辅导硕士学位，1996-2001年间担任辅导人员，帮助许多问题青少年。何耀珊自从2002年4月开始了歌唱事业之后，便积极地筹募基金，捐款给各慈善机构。何耀珊的人道工作包括在印尼、中国的海啸赈灾工作（2005年）、建立学校、建立医疗站，并在斯里兰卡建立孤儿院。
何耀珊在2002年时获颁新加坡‘杰出青年奖’，并代表新加坡参加世界杰出青年奖颁奖典礼，也在2003年荣获世界杰出青年奖。
何耀珊所捐出的版税，在中国重庆、贵州以及河南三个省分建立学校。在中国辽宁，何耀珊捐款为学生设置了电脑教室。而最新的工作是在河南省的建校工作，何耀珊捐出三十五万人民币（新币七万）重建破损的校舍，购买教学器材。
2007年六月，何耀珊受第29届奥林匹克运动会组织委员会之邀，担任2008《唱响奥运》北京奥运音乐大使。
2007年8月，何耀珊获选担任亚洲第一届特殊奥运会慈善爱心大使。2007年8月11日为特殊奥运会所举办的义卖会中，何耀珊所捐出的艺术品，为特殊奥运会筹募了六十万善款（相当于新币十二万）。另外何耀珊也和中国知名歌手孙楠合唱了特奥会主题曲“We Are Together”。
2008年2月，何耀珊在北京所举行之「奥林匹克文化之旅启动仪式」中，以中文献唱已有一百年历史的奥运会歌，这是奥运歌第一次以中文在公开场所演唱。此活动在紫禁城中的皇楼戏院举行，另外由来自十六个不同国家人员所组成的合唱团也与何耀珊一同献唱。

### 四川地震
何耀珊于2008年5月，为中国大陸四川无家可归的地震灾民捐赠500顶帐篷，提供他们暂时的庇护所。何耀珊与她的一些朋友也合力捐献人民币65万元(折合新台幣317萬4千7百元)，为孩子购买文具与教育用品。
何耀珊參加中國中央電視台「兩岸同心重建家園主題晚會」的演出，來幫助地震災民。還有其它活動包括:邀請四川省受災藝術家到新加坡舉辦一場藝術展覽會，表達地震災民的的勇氣，以及設立教育和音樂基金會，贊助地震災民與孤兒。
她最新的单曲「不凋零的花」也在广播电台中播放出来，成为地震灾民的勇气之歌。

### 其他成就
2005年7月，对流行服饰有独到眼光的何耀珊在新加坡开设了第一间街头流行服饰店，SKIN Couture，店内所陈列的是美国最新流行品牌，如：True Religion, Antik Denim, Bejeweled...等。2006年1 0 月在新加坡Heeren购物中心开设第二间店， 主攻日本流行服饰，如：Queen Of A Luxury Lover, Double Standard, Chelseagarb... 等品牌。何耀珊与合伙人更是代理美国 Ed Hardy，并于2005年10月29日在新加坡开设第一间Ed Hardy亚洲旗舰店。
目前何耀珊旅居美国，但经常往返台湾与中国大陆。

## 訴訟案件
2012年，其夫康希牧師被指控挪用公款2400萬新元（約新台幣5億6000萬元），以資助何耀珊歌唱事業。2015年10月21日新加坡法院以康希等6人侵吞公款約新台幣11.6億，判決6人罪名成立，於2017年4月開始服刑。

## 唱片分目

### 专辑[25]
| 专辑名称      | 发行日期'  | 备注 |
| 拥抱          | 2007年3月  | - 台湾年度销专辑第五名 - "春天的微笑" (八部台湾连续剧主题曲!) - "春天的微笑" 新加坡热门电台FM933年度最受欢迎歌曲名列第八 |
| 收获          | 2006年6月  | - 台湾年度最佳唱片销售第五名 - "飘洋过海"由七家亚洲电台共同票选, 提名入围2006年全球前20中文流行音乐奖                    |
| 孤单旅行      | 2003年10月 | - 九次登上亚洲流行音乐排行榜第一名                                                                                       |
| Sun*day       | 2002年12月 | |
| Sun with Love | 2002年6月  | |

| 音樂榜                       | 专辑        | 专辑        | 专辑            |
| 音樂榜                       | 拥抱 (2007) | 收获 (2006) | 孤单旅行 (2003) |
| 台湾风云榜华语榜             | #1          | #1          | #1              |
| 台湾风云榜综合榜             | #1          | #1          | #1              |
| 台湾五大音乐榜               | #1          | #1          | -               |
| 台湾KISS电台排行榜           | #1          | #1          | -               |
| 台湾HitFM电台排行榜          | #1          | #1          | #1              |
| 台湾幽浮劲碟排行榜           | #1          | #1          | #1              |
| 台湾ICRT FM100电台音乐排行榜 | #1          | #1          | -               |
| MTV亚洲封神榜                | #1          | -           | -               |
| 全球华语歌曲排行榜           | #1          | -           | -               |
| MTV中文排行榜                | -           | #1          | #1              |
| 新加坡RIAS音乐排行榜         | -           | -           | #1              |
| 新加坡Yes933电台排行榜       | #1          | #1          | #1              |
| 新加坡UFM100.3电台音乐排行榜 | #1          | #1          | #1              |

### 单曲[25]
- “希望与启发：奥莉维亚与她的朋友”公益专辑中的“Isn’t It Amazing” (2008年4月)
- “希望”合辑中的“不凋零的花” (2008年3月)
- 2007特殊奥运会“We Are Together” (2007年10月)
- “癌症斗士”中的“One More Moment” (2006年9月)
- “Gone” 美国单曲及混音舞曲 (2006年8月)
- “Ends of the Earth” 美国单曲及混音舞曲 (2005年10月)
- Hands United公益专辑中的“一砖一瓦”   (2005年8月)
- “Without Love” 美国单曲及混音舞曲 (2004年10月)
- 2004年总统星光慈善活动 “Reach Out with Love”  (2004年9月)
- “One With You” 美国单曲及混音舞曲 (2004年3月)
- “Where Did Love Go” 美国单曲及混音舞曲 (2003年12月)
- 新加坡电视剧主题曲“起点” (2002年11月)

“GONE” (2006)

#1 在美国告示排行榜舞曲榜

#1 在英国DMC House排行榜

#1 在英国DMC世界流行音乐排行榜

#1 在西班牙电台FM107.0流行音乐榜
“ENDS OF THE EARTH” (2005)

#1 在英国MusicWeek商业流行歌曲排行榜
“WITHOUT LOVE” (2004) 

#1 在美国告示排行榜舞曲榜

#1 在英国音乐Club榜

#1 在英国DMC Club Chart排行榜
“ONE WITH YOU” (2004)

#1 在美国告示排行榜舞曲榜

#1 在美国告示排行榜Dance Radio Airplay排行榜

#1 在英国音乐Club榜
“WHERE DID LOVE GO” (2003)

#1 在美国告示排行榜热门点播舞曲「突出」单曲榜

## 重要奖项
- 2007香港新城音乐奖

2007年8月4日何耀珊的音乐成就再次获得肯定，在香港得到「2007年新城国语力突出华人跨界音乐表现奖」，此奖项由香港新城电台颁发。而最新中文专辑拥抱中的歌曲“春天的微笑”也获得「2007 香港新城国语力歌曲」。
- 第七届华语音乐传媒大赏

2007年7月1日，香港音乐专业人士、媒体、与听众投票，让何耀珊在香港2007 华语音乐传媒大赏获选为「2007杰出华人歌手」。何耀珊并在颁奖典礼时，演唱拥抱专辑中的歌曲“我忘了笑”。
- 2006全球华语歌曲排行榜

2006年10月28日，何耀珊中文抒情歌曲 “飘洋过海”荣获在新加坡举行之第六届全球华语歌曲排行榜「二十大最受欢歌曲奖」。全球华语歌曲排行榜是由亚洲七大音乐电台所举办的年度华语歌曲大会。
- 2004年「领袖导师奖」[來源請求]

2004年10月29日，耀珊在第二届2004年全球领袖与导师研习会中，因着她在新加坡的社会工作和贡献，颁发「2004年领袖与导师奖」给她。这项光荣的奖项共颁发给十位贡献于无私教导和训练其他领袖们的人。
- 2004年新加坡金曲奖

2004年9月10日，由新加坡唱片业协会以及新加坡FM93.3广播电台在年度新加坡金曲奖中颁发「年度最畅销女艺人奖」给耀珊。
- 2003年马来西亚金曲奖

2003年11月15日耀珊于马来西亚云顶高原的金曲奖中，获得「杰出女艺人舞台表演奖」。
- 「2003年世界杰出青年奖」

2003年11月6日，耀珊因着她在亚洲的社会工作，在十个得奖名单中，是唯一的新加坡人获得「2003年世界杰出青年奖」这项光荣。颁奖典礼是于丹麦哥本哈根举行，由国际青年商会所赞助。何耀珊名列两百名获奖人当中。全亚洲只有成龙、刘德华、张学友以及杨紫琼或此殊荣，何耀珊为第五位。
- 2003年新加坡金曲奖

2003年9月6日，由新加坡唱片业协会以及新加坡FM93.3广播电台在年度新加坡金曲奖的全国直播典礼中颁发「年度最畅销女艺人奖」给耀珊。她的专辑“Sun*day” 也获得「年度最畅销专辑奖」。
- 2003年香港新城音乐奖

2003年8月3日，耀珊在香港新城广播电台就职音乐颁奖典礼中，获得「2003年最受欢迎女新人奖」。所有亚洲主要的华人巨星都齐聚一堂，有超过10,000个歌迷拥挤在新加坡体育馆星光大道上。
- 「2002年新加坡杰出青年奖」

2002年10月5日，新加坡国际青年会为了表扬耀珊在新加坡社会工作的贡献，颁给她「2002年十大杰出出青年奖」。这项奖项是每一年颁发给21-40岁在社区发展中有重要贡献的新加坡人。

## 其他成就
- 「2007上海特奥会慈善奥林匹克爱心大使」

2007年8月，何耀珊受邀担任2007上海特殊奥运会爱心大使，并且和中国知名歌手孙南合唱特奥会主题曲，另也拍摄主题曲MV。
- 「2008《唱响奥运》音乐大使」

2007年6月11日何耀珊获北京奥运委员会提名为第二十九届《唱响奥运》音乐大使，提名活动在北京交通大学举行。何耀珊所需要扮演的角色包括鼓励中国大学生发挥创作天分，创作出北京奥运主题曲。
- 「首位荣登美国告示排行榜舞曲榜冠军宝座的歌手」

在2006年新加坡记录册里，SUN被列为首位荣登美国告示排行榜舞曲榜冠军的歌手。她的两张单曲 Without Love 和 One With You 都荣获美国告示排行榜舞曲榜和英国MusicWeek 俱乐部榜的第一名。
- 「2004年亚洲前50位最受推崇人物」

2004年8月30日，由新加坡在一次联合早报的调查中，何耀珊被读者们选为「亚洲最受尊敬人物」的第3名。她在「亚洲最受推崇人物」的女性名单中列为第一名。
- 「2004年总统挑战慈善筹款」

何耀珊被总统府邀请演唱年度总统挑战慈善筹款的主题曲 Reach Out With Love。这是全国性的慈善活动，为新加坡社会机构筹募基金。2004年8月28日，何耀珊在15,000人的演唱会中，在总统面前表演。
- 「首日封系列」

为了纪念她为中国儿童基金会的贡献，何耀珊出现在2004年6月的首日封邮票系列。她是第一个中国以外的名人获得这项殊荣。
- 「2004年中国儿童慈善大使」

为了感谢何耀珊对慈善的付出，中国儿童慈善团体在2004年6月推举何耀珊为儿童慈善大使。
- 「城市丰收社区服务社在2004年获得国际认证9001:2000」

何耀珊是城市丰收社区服务社的创办人，是一个社会福利机构，帮助新加坡超过6,000个有需要的人以及弱势团体。城市丰收社区服务社于2004年4月29日因着卓越的服务品质和管理水准而获得国际认证9001:2000。
- 「2003年亚洲最具影响力的人物」

何耀珊在顶尖的国际亚洲周刊2003年12月和2004年1月刊中被选为其中一位亚洲的「前50位最具影响力的人物」。
- 「2003年亚洲前50位最受推崇人物」

2003年9月10日，在一次联合早报的调查中，何耀珊被读者们选为「亚洲最受推崇人物」的第8名。
- 「2003年奇摩年度新加坡风云人物」

2003年8月15日，何耀珊被新加坡奇摩票选为「十大最受好评的新加坡人」。
- 「2002年亚洲前50名最受尊敬人物」

2002年9月11日，在一次联合早报的调查中，何耀珊被读者们选为「亚洲最受尊敬人物」的第9名。
- 「2002年二十大赢者圈」

2002年8月份的新加坡Elle杂志，表扬何耀珊2002年在改变新加坡人生命上的帮助，颁发「前20位人物」给她。

## 其他殊荣
- 2007年11月1日： 何耀珊成为亚洲第一位参加2007MTV欧洲音乐奖典礼之亚洲艺人。并与威克里夫金一起在SonyBMG欧洲音乐奖典礼会后庆祝派对中演出。
- 2004年3月9日：SUN受邀担任2004美国舞曲音乐大奖颁奖人，是亚洲第一位受邀参加此颁奖典礼之流行歌手。
- 2004年2月8日：SUN受邀参加2004美国葛莱美音乐大奖，是亚洲第一位正式受邀参加此颁奖典礼之流行歌手。
- 2003年10月19日：SUN受邀担任2003美国好莱坞电影节演出嘉宾，是亚洲第一位受邀在好莱坞电影节演出之亚洲流行歌手。

## 现场演唱会
- 「2007拥抱」演唱会

2007年4月到7月，何耀珊在亚洲各地共举办四场演唱会，共有一万三千名观众。
- 「2006 收获」演唱会

2006年7月16日，何耀珊在台大体育馆举行一晚演唱会，将近一万人参加。
- 美国之名流行乐电台KTU “Beatstock” 演唱会

2005年8月21日，SUN担任美国纽约之名流行乐电台KTU年度 “Beatstock”演唱会第二天的开场嘉宾。KTU电台所举办的演唱会门票全数售完，总共有一万八千名观众。而SUN是唯一受邀成为此演唱会表演艺人的亚洲歌手。
- 「2003/2004孤单旅行」演唱会

从2003年10月到2004年5月，耀珊已经在亚洲有80场演唱会，超过 280,000 的观众出席。
- 「2002年耀动真爱」演唱会

从2002年4月到12月，耀珊在亚洲总共举办了三十场演唱会，全部出席人数约有 118,000 人。在新加坡室内体育馆的两晚「耀动真爱」演唱会中，超过 21,000 的歌迷参加，成为该年度最盛大的演唱会。

## 外部連結
- 何耀珊的Facebook專頁
- 何耀珊的Instagram帳戶